# Haematoides davidii
Haematoides davidii is een keversoort uit de familie frambozenkevers (Byturidae). De wetenschappelijke naam van de soort is voor het eerst geldig gepubliceerd in 1878 door Fairmaire.